# Johanna Renmark
Johanna Renmark, född 2 oktober 2003, är en svensk fotbollsspelare, som spelar som forward, och som representerar den norska klubben Brann.

## Biografi
Renmark såldes av IK Uppsala till den norska klubben Brann år 2023. Hon har även varit uttagen till såväl U17- som U23-landslaget.